# Castello di Aquila d'Arroscia
Il castello di Aquila d'Arroscia (in lingua ligure: castéllo de l'Àquila) è stato un edificio difensivo, oggi in rovina, nei pressi dell'omonimo centro abitato nella provincia di Imperia. Fu conteso nel tempo tra i Clavesana, il comune di Albenga e i Del Carretto, passando infine alla Repubblica di Genova.

## Storia

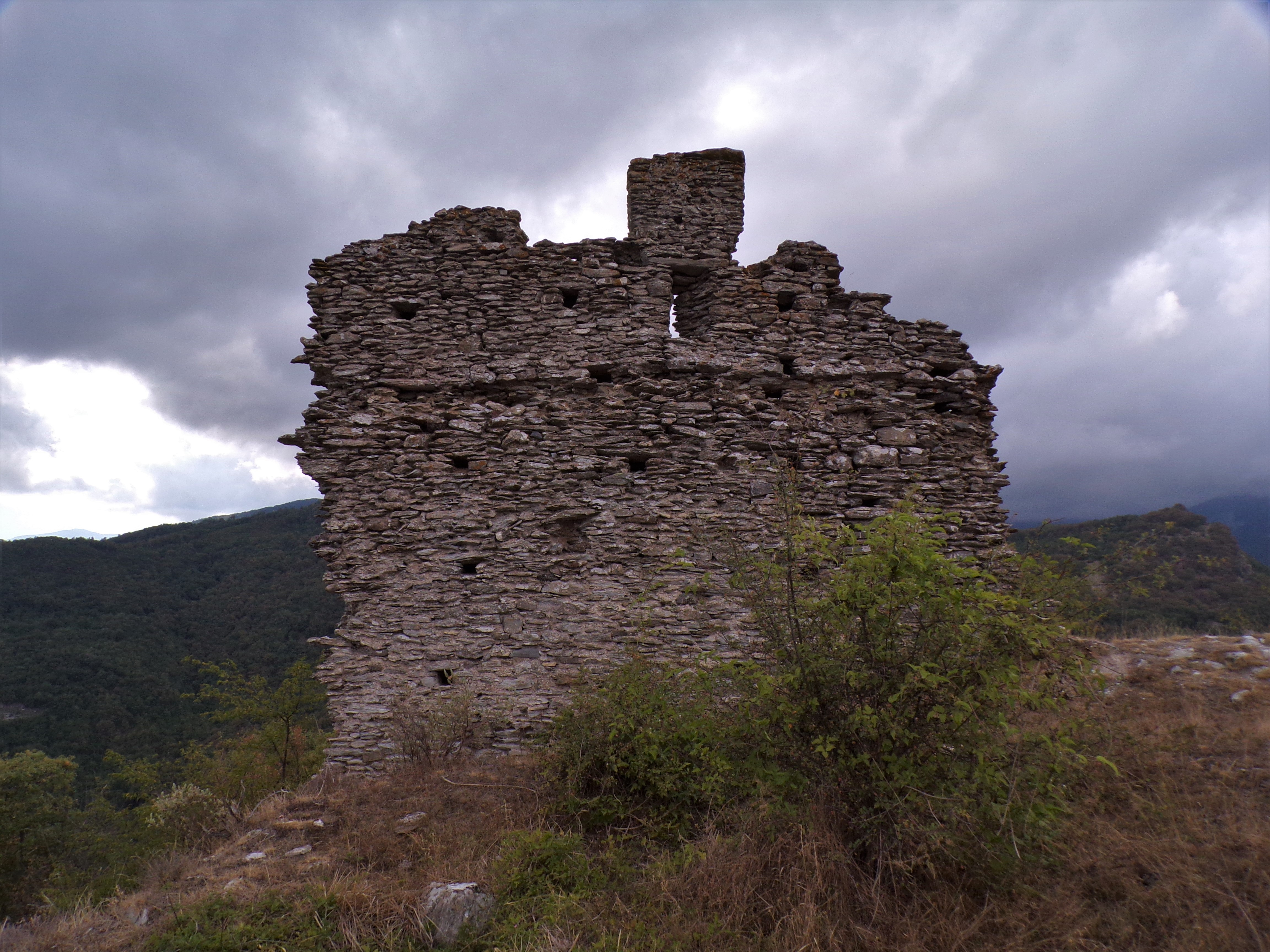
Un tratto delle murature rimaste

Il castello venne costruito attorno al 1090 su un rilievo a quota 827 m s.l.m. e che consentiva il controllo delle vallate dell'Arroscia e del Pennavaire. Mancano informazioni sulla proprietà fino al 1202, anno in cui venne incluso nei domini del Marchesato di Clavesana, alleati della Repubblica di Genova. L'edificio venne assaltato dalle truppe di Albenga nel 1286, ma una strenua resistenza guidata dal marchese Emanuele I ebbe ragione degli assalitori. Il castello fu poi conquistato dai Marchesi del Carretto, che però riuscirono a controllarlo per pochi anni prima che fosse recuperato dai Clavesana. Questi ultimi ne mantennero il controllo fino al 1393, vendendolo in quell'anno alla Repubblica di Genova.

## Descrizione

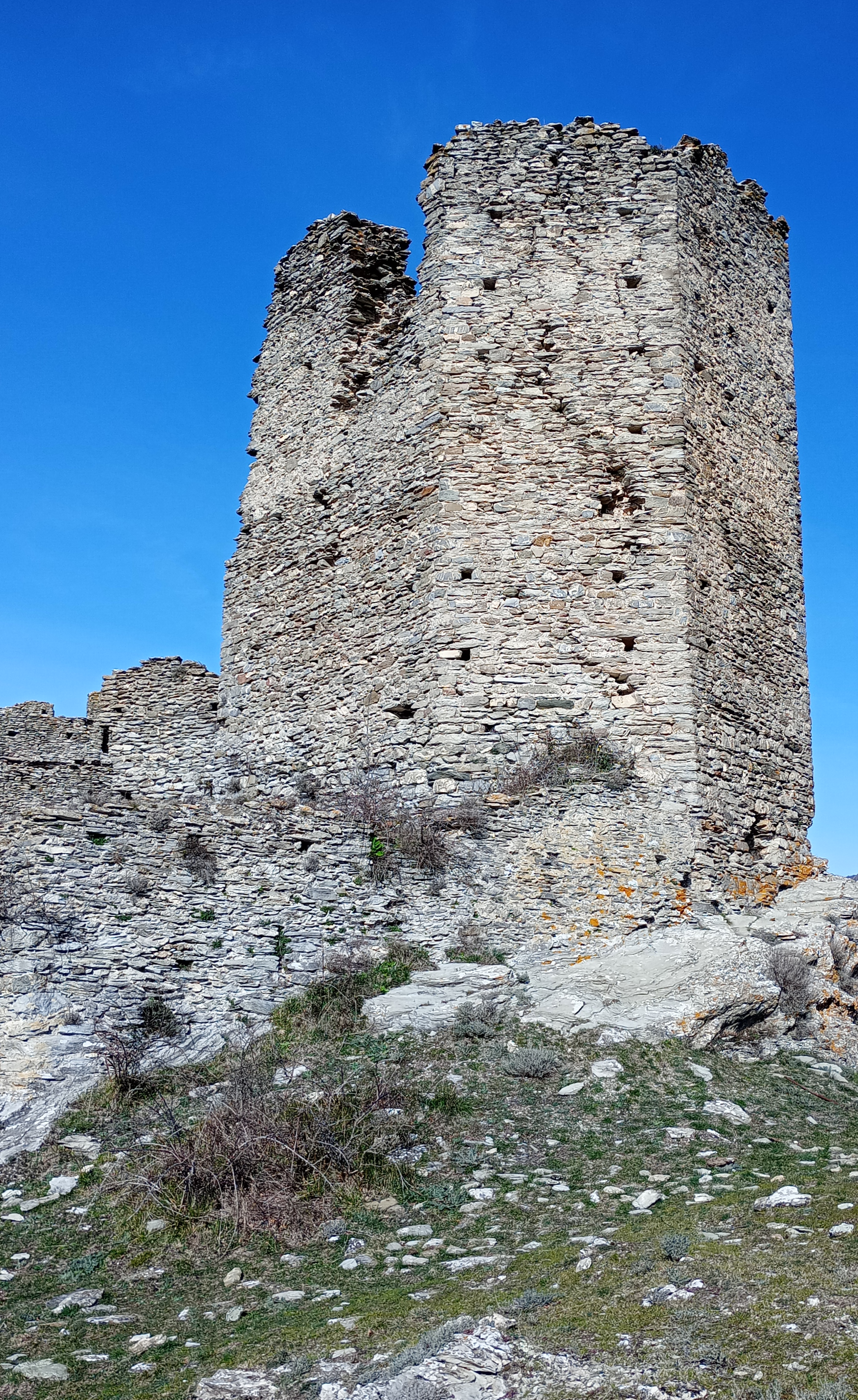
La torre

Il castello è attualmente in rovina e i suoi ruderi si trovano sul crinale Pennavaire/Arroscia, a breve distanza dalla Rocca Grande (841 m). Si conservano i resti di una torre poligonale, oggi mozzata, costruita da murature in pietre irregolari e disposte a filari paralleli al suolo. Sono anche visibili alcuni tratti del perimetro esterno del complesso fortificato, che nella parte settentrionale hanno tutt'ora tracce di merlatura. Dal poggio sul quale sorge il castello è ben visibile il castello di Alto. Le due fortificazioni appartenevano allo stesso sistema di castelli collegati visivamente l'uno con l'altro, in modo da consentire la segnalazione tempestiva di eventuali avvistamenti di truppe nemiche.

## Accesso
I ruderi del castello sono raggiungibili a piedi in circa un quarto d'ora di cammino dalla vicina cappella di San Giacomo, collocata sul crinale Arroscia/Pennavaire, e collegata con una stretta strada asfaltata a Aquila d'Arroscia e a Caprauna.